# 横山アサ子
横山 アサ子（よこやま あさこ）は、栃木県出身の元女子バスケットボール選手である。現姓：平賀。

## 来歴
宇都宮女子商（現宇都宮文星女子高）では1964年インターハイ優勝の原動力となる。
卒業後は東芝に入社。バスケットボール部で活躍。
最年少で全日本にも選ばれ、1967年世界選手権で日本人初のベスト5に選ばれた。1970年アジア選手権では日本の初優勝に貢献。
2008年、リンク栃木ブレックスより「ブレックス殿堂」に表彰される。

## 日本代表歴
- 1967世界選手権
- 1968アジア選手権
- 1970アジア選手権